# فرودگاه واترویل/ فرودگاه شهری شهرستان کینگز
فرودگاه واترویل/ فرودگاه شهری کینگز کانتی (به انگلیسی: Waterville/Kings County Municipal Airport) یک فرودگاه همگانی باربری است که یک باند فرود آسفالت دارد و طول باند آن ۱۰۶۶ متر است. این فرودگاه در کشور کانادا قرار دارد و در ارتفاع ۳۶ متری از سطح دریا واقع شده است.